# Duvemåla

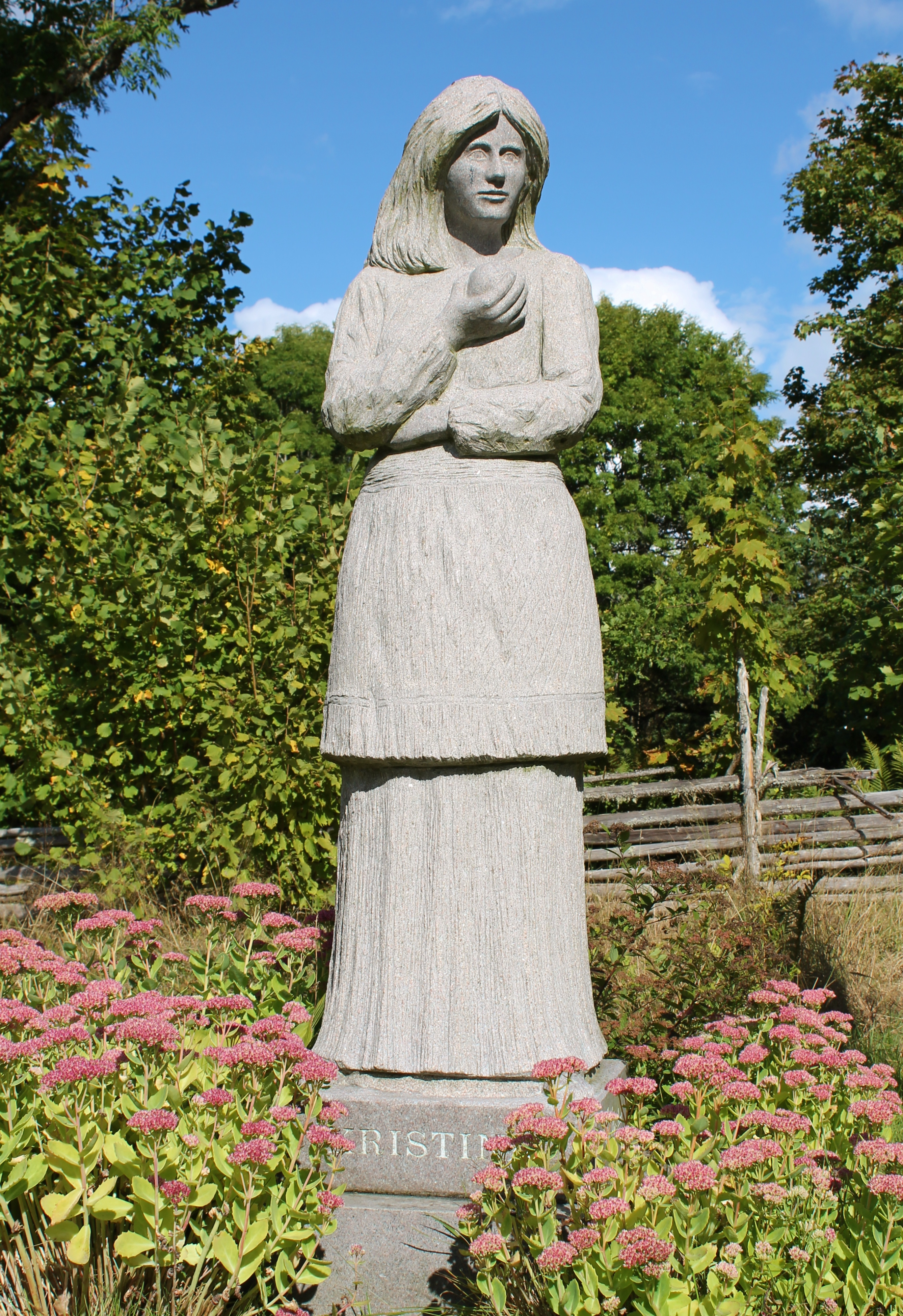
Skulptur – Kristina från Duvemåla

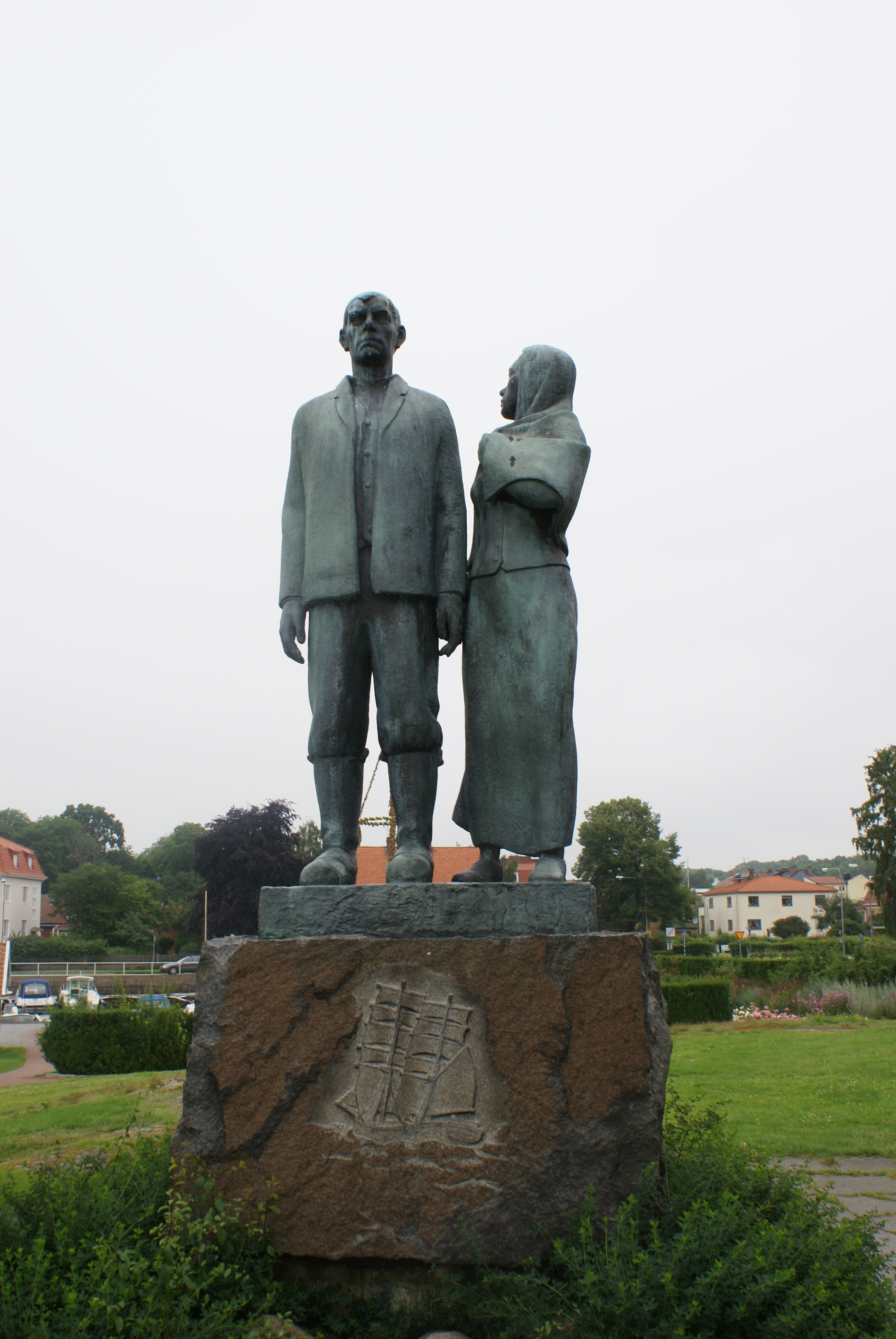
Utvandrarmonumentet i Karlshamn symboliserande tusentals utvandrande svenskar, ofta kallat "Karl-Oskar och Kristina".

Duvemåla är en by i Emmaboda kommun, som ligger strax norr om Emmaboda utmed riksväg 28 och därefter ett par kilometer från vägen. Byn är kanske mest känd från Utvandrarserien av Vilhelm Moberg, där Kristina i berättelsen kommer från Duvemåla, och musikalen Kristina från Duvemåla, baserad på samma tema. 

## Johanna Johannesdotter
I en stuga i Duvemåla föddes 1833 Johanna Johannesdotter, Vilhelm Mobergs mormor. Sannolikt har Moberg lånat mycket av Kristinas karaktärsdrag från sin mormor. Dock emigrerade Johanna aldrig till USA som Kristina gjorde, utan den delen av Kristinas person har Moberg troligen hämtat från sin syster Signe, som var en av de smålänningar som lämnade Sverige för "ett bättre liv" i Amerika. Signe fick dock en sådan förfärlig hemlängtan precis som Kristina.
Johanna hade sju barn varav sex utvandrade till Amerika. Det enda av barnen som stannade kvar i Småland var Ida, hon som med tiden blev mor till Vilhelm Moberg. I Utvandrarserien slutar Kristina aldrig att längta hem till Duvemåla och sin astrakan. Johanna längtade å andra sidan efter sina barn i Amerika, men hon kunde varken läsa eller skriva, utan fick ta hjälp av sina grannar för att brevväxla och hålla kontakt med dem. Det var Johanna som sa "Att följa sina barn till stationen när de far till Amerika är som att följa dem till graven", en replik som Karl Oskars pappa säger i Utvandrarna. Vid Johannas stuga i Duvemåla stod det gamla astrakanträdet vars äppelkärnor senare planterades och gav frukt vid det nya hemmet i USA.

## Senare tid
Under 1930-talet revs Johanna Johannesdotters stuga, men huset mitt emot står fortfarande kvar. Där bodde de fyra syskonen Hertha, Naemi, Martin och Mauritz Rundqvist. De levde som man gjorde förr i tiden utan el, vatten eller telefon och ägorna sköttes med gamla brukningsmetoder. Sist i syskonskaran var den yngste sonen Mauritz och först efter hans död 1989 uppdagades att syskonen varit miljonärer. Det hittades en miljon kronor undanstoppade i huset, ladugården och i diverse skrymslen, som tillsammans med gården (värd ca 5 miljoner kronor) i brist på arvingar och skrivet testamente tillföll Allmänna arvsfonden. I mitten av 1990-talet lyckades Emmaboda kommun överta Rundqvistagården efter flera tvister med Arvsfonden och den hålls numera öppen för turister under somrarna med guidning och ett kafé med hembakat bröd. 
Gården omges av en välbevarad kulturmiljö med åkrar och ängar samt naturskyddad skog. Gården hålls sommartid öppen för besökare och erbjuder (2025) aktiviteter för både barnfamiljer och historieälskare.

## Bildgalleri

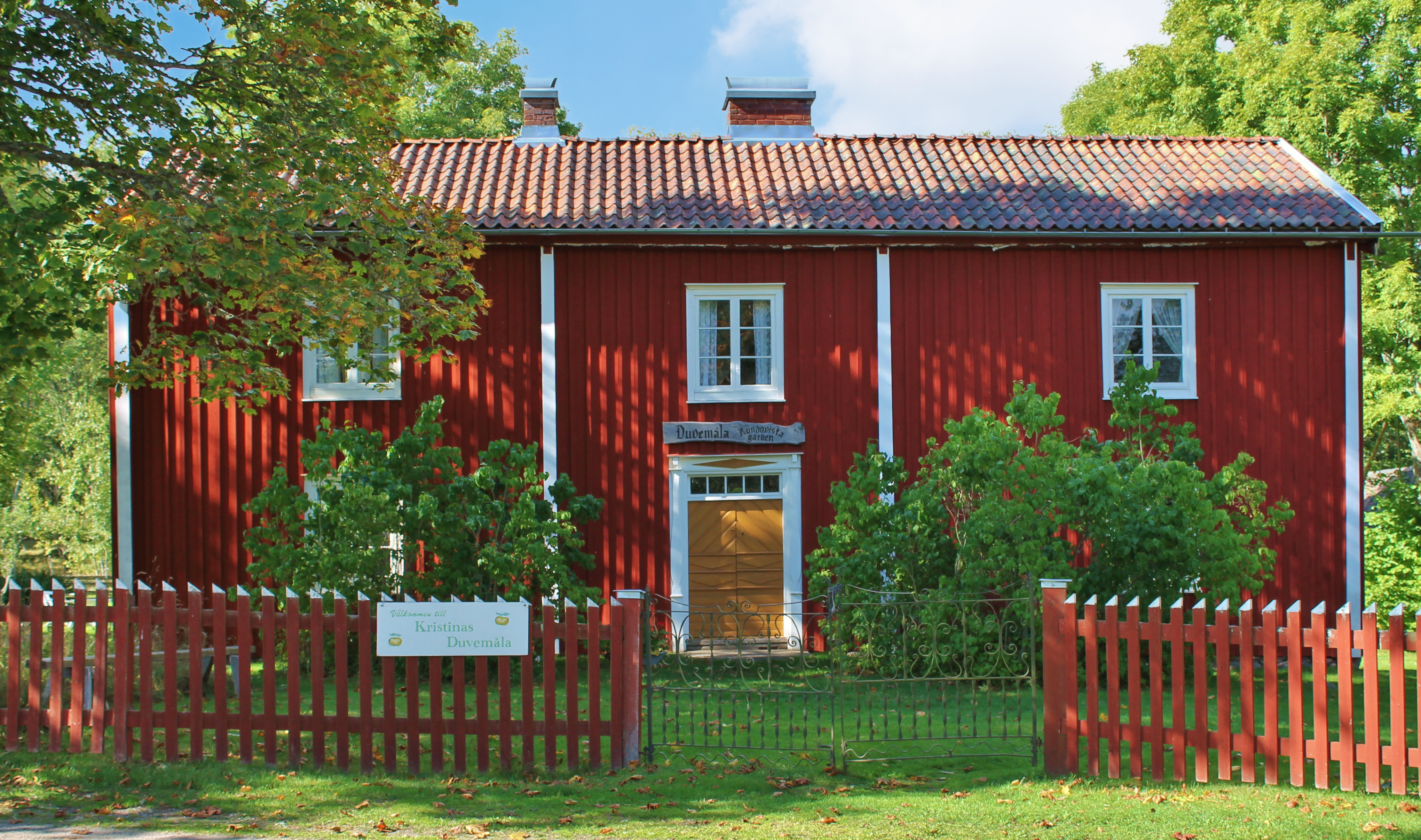
Mangårdsbyggnaden på gården Duvemåla.
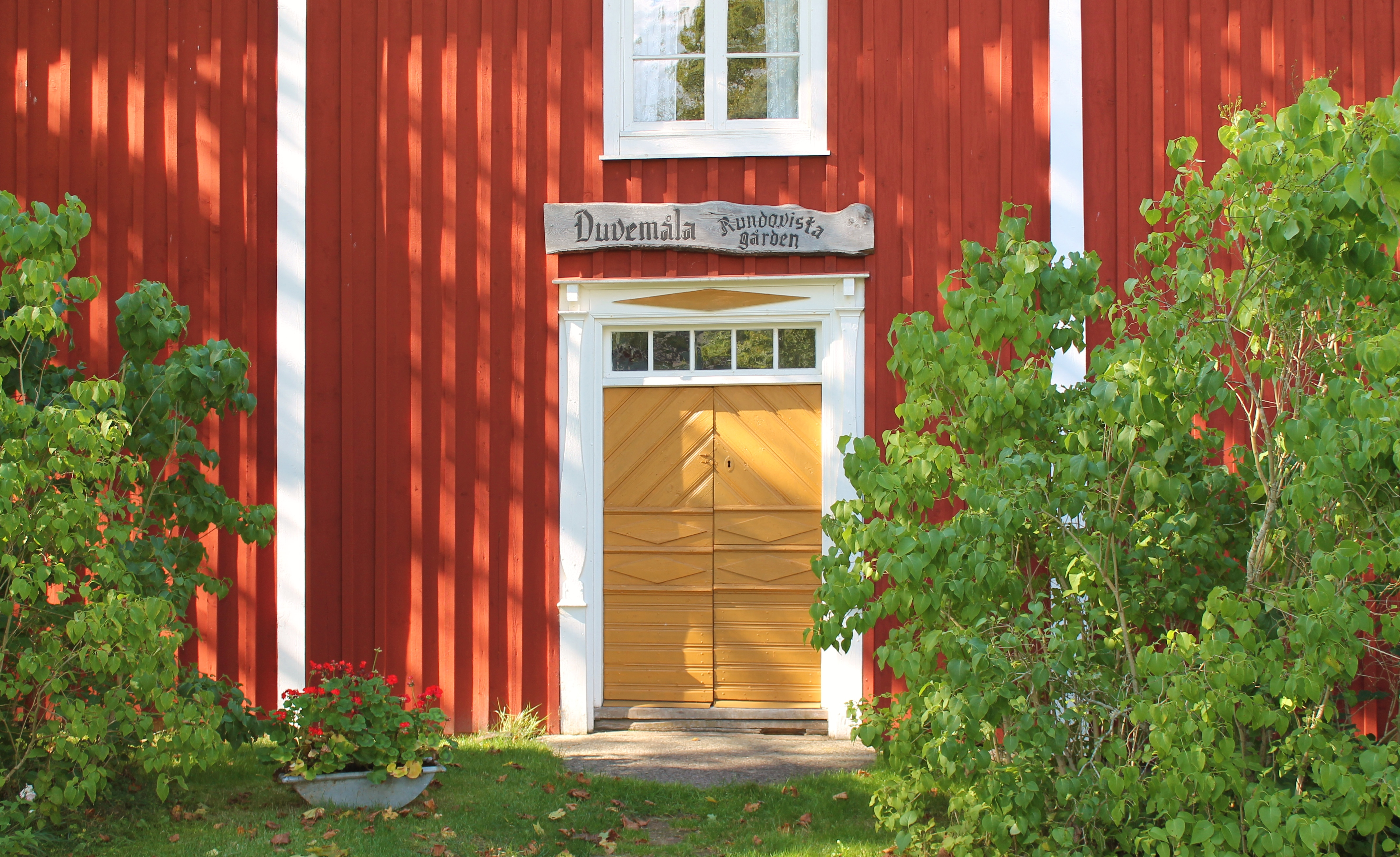
Huvudentrén till  Duvemåla.
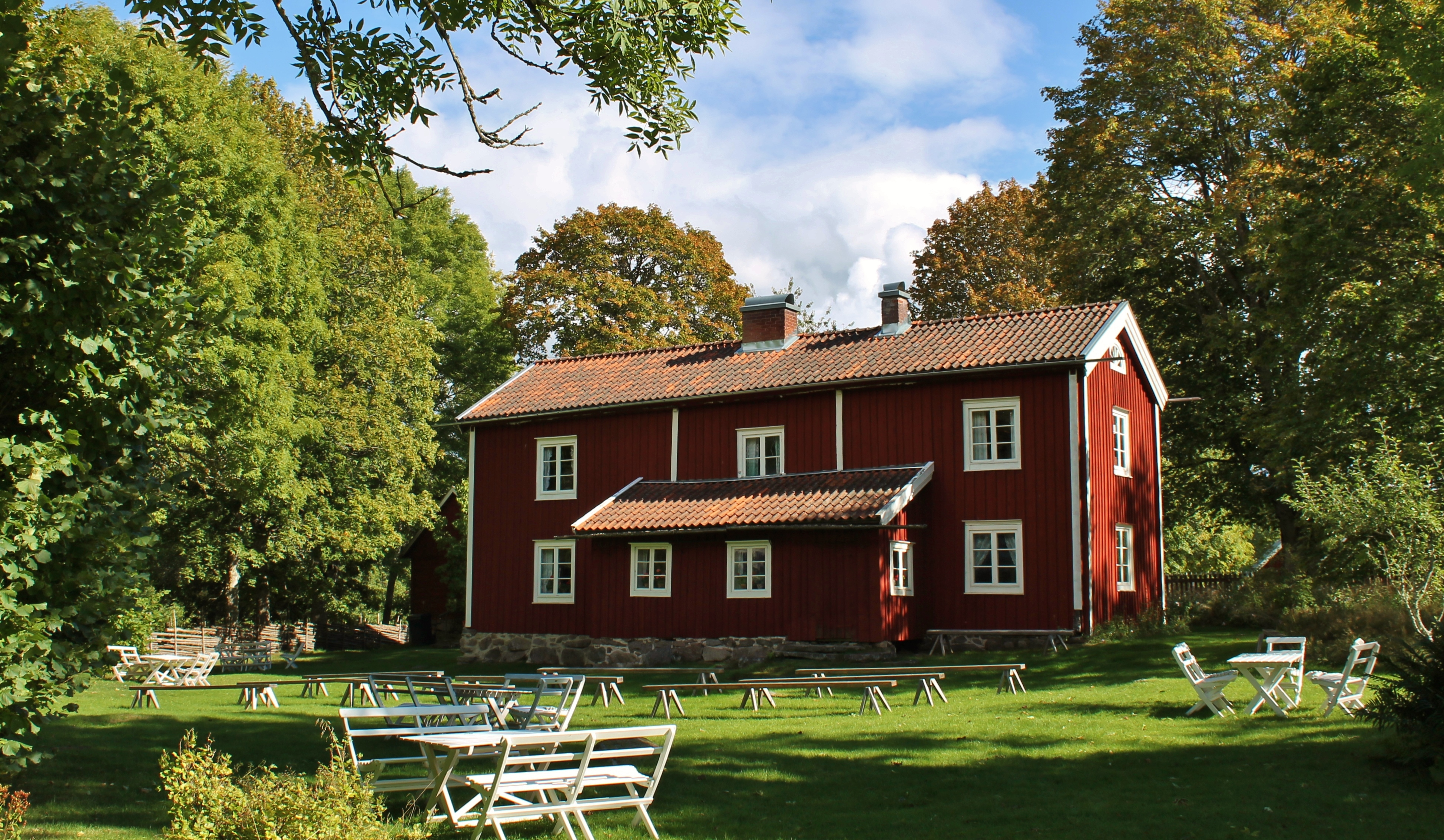
Norra sidan av mangårdsbyggnaden.
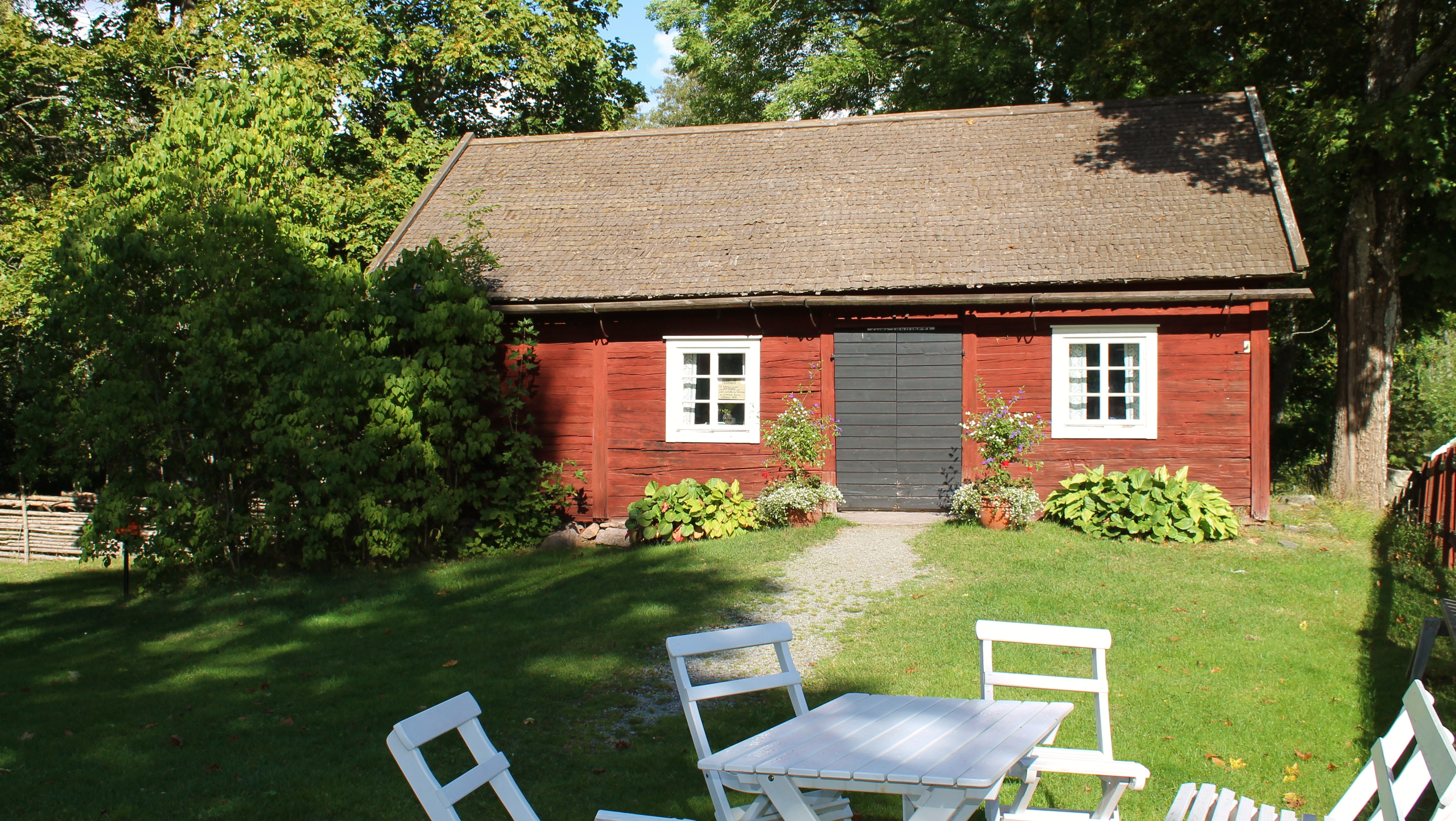
Mindre stuga på gården.
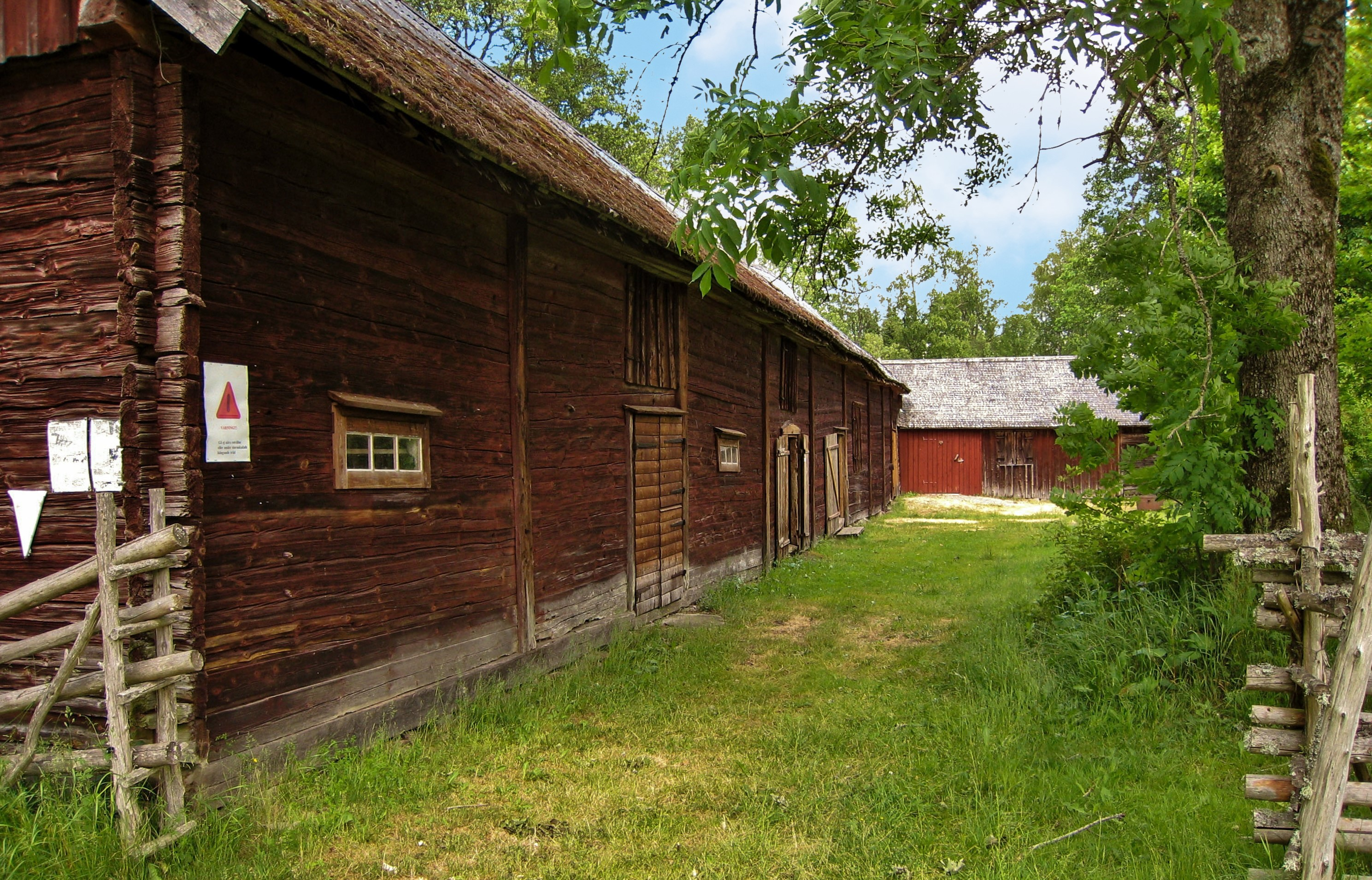
Ladugården